# جاكلين أغيليرا
جاكلين أغيليرا (بالإسبانية: Jacqueline Aguilera)‏ هي متسابقة ملكة الجمال وعارضة فنزويلية، ولدت في 17 نوفمبر 1976 في بلنسية في فنزويلا.

## وصلات خارجية
- جاكلين أغيليرا على موقع IMDb (الإنجليزية)